# Vaunac
Vaunac là một xã, nằm ở tỉnh Dordogne vùng Aquitaine của Pháp. Xã này có diện tích 13,78 km², dân số năm 2004 là 241 người. Xã nằm ở khu vực có độ cao trung bình 228 m trên mực nước biển.

## Hành chính
| Danh sách các xã trưởng                |             |                 |                  |                  |
| Giai đoạn                              | Giai đoạn   | Tên             | Đảng             | Tư cách          |
| tháng 3 năm 2001                       | đương nhiệm | Liliane Laroche | không chính thức | giao vien ve huu |
| Tất cả các dữ liệu trước đây không rõ. |             |                 |                  |                  |

## Thông tin nhân khẩu
| Năm    | 1962 | 1968 | 1975 | 1982 | 1990 | 1999 | 2004 |
| ------ | ---- | ---- | ---- | ---- | ---- | ---- | ---- |
| Dân số | 278  | 235  | 229  | 210  | 230  | 230  | 241  |